# Млынки (Черновицкая область)
Млынки (укр. Млинки) — село в Клишковецкой сельской общине Днестровского района Черновицкой области Украины.
До 2020 года входило в Хотинский район
Население по переписи 2001 года составляло 484 человека. Почтовый индекс — 60015. Телефонный код — 3731. Код КОАТУУ — 7325083602.